# Anna Maria van Schurman
Anna Maria van Schurman (Colonia, 5 de noviembre de 1607-Wieuwerd, 26 de mayo de 1678) fue una pintora, grabadora,  poeta, filósofa, teóloga y erudita germana-holandesa. Conocida en toda Europa por su educación, sobresalió en el arte, la música y la literatura y se convirtió en experta en 14 idiomas, incluyendo idiomas europeos contemporáneos, así como lenguas muertas y clásicas, tales como el latín, griego, hebreo, árabe, siríaco, arameo y amhárico. Defendió el derecho de la mujer a una educación completa sobre la base de argumentos filosóficos y religiosos.

## Formación y carrera artística
Van Schurman nació en Colonia, hija de padres acomodados, Frederik de Schurman y Eva von Harff de Dreiborn. A los 4 años ya leía. A los seis años, en 1613 después de la muerte de su padre, se trasladó a Utrecht con su madre y dos tías. En la década de 1630 aprendió el arte del grabado con Magdalena van de Passe. En 1636 fue la primera mujer admitida a asistir a las conferencias de la Universidad de Utrecht. Las mujeres en ese momento tenían prohibido estudiar en una Universidad, y en las clases a las que asistía, tenía que mantenerse detrás de una cortina para que los estudiantes masculinos no pudieran verla. Mostró interés en la literatura y todo tipo de ciencias, pero sobre todo en la teología. Finalmente, se graduó en Derecho.
Anna Maria también desarrolló una amplia variedad de intereses artísticos. Produjo delicados grabados utilizando un cristal de diamante y se convirtió en experta en escultura, modelado en cera y la talla de madera y marfil.[cita requerida] También pintó, especialmente retratos.

## Pensamiento teológico y labadismo
En 1664 conoció a Jean de Labadie, un antiguo jesuita que se había convertido al protestantismo y había fundado una secta religiosa contemplativa conocida como labadismo. Anna Maria acogió sus ideas y se convirtió en su principal ayudante. La secta se trasladó a Ámsterdam, pero no fue bien recibida allí y se trasladaron nuevamente a Altona (entonces en Dinamarca y ahora en Alemania), donde Labadie murió en 1674. Posteriormente el grupo se trasladó de nuevo a Wieuwerd en Frisia, donde Anna Maria falleció en 1678. El labadismo se extinguió totalmente 70 años más tarde, alrededor del año 1750.

## Obras

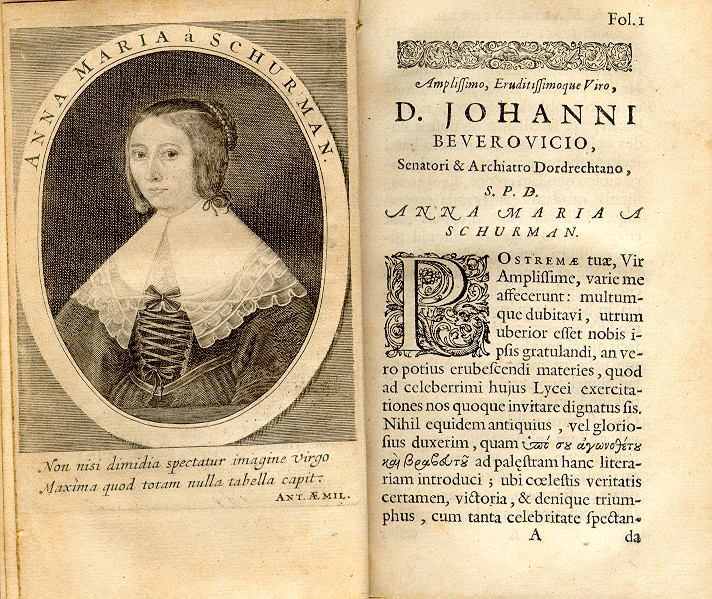
Frontispicio y primera página de Opuscula Hebraea, Graeca, Latina, Gallica, Prosaica et Metrica, recopilación de escritos de van Schurman publicada en 1652.

Publicó ¿Es el estudio de las letras adecuado para una mujer cristiana? en neerlandés y fue traducido al francés en 1646 e inglés en 1659. También hay una versión latina (Num feminae Christianae convenit studium litterarum), que está incluida en la edición recopilada de 1648. En ella argumenta, utilizando la técnica escolástica del silogismo, que las mujeres deben ser educadas en todas las cuestiones pero no deben utilizar su educación en la actividad profesional o empleo y no se debe interferir en sus labores domésticas. Para su tiempo era una posición muy avanzada. En otra obra, Sobre la capacidad de la mente femenina para el aprendizaje (1640), afirma:

«Lo que llena la mente humana con deleite infrecuente y honesto es apropiado para la mujer»
Anna Maria van Schurman

Su último trabajo Eucleria (1673), fue escrita con la ayuda de Jean de Labadie. El título hace referencia a una frase del Evangelio de Lucas donde María de Betania es elogiada por su buena elección (que es el significado de la palabra griega con la que denominó su obra). En ella expone reflexiones teológicas y filosóficas. Sus obras completas, incluida la correspondencia en francés, latín, griego y hebreo, fueron publicadas por la casa de Elsevier en 1648 y editado por Friedrich Spanheim, otro discípulo de Labadie.

## Reconocimiento
Anna Maria van Schurman forma parte de la instalación de la artista feminista Judy Chicago, The Dinner Party. Esta es una historia simbólica de la mujer en la civilización occidental que representa a 1.038 mujeres de la historia; 39 de ellas están representadas por cubiertos y otras 999 en los nombres que están inscritos en The Heritage Floor sobre el que descansa la mesa. Su cubierto está pintado con muchas líneas finas, en referencia a los populares grabados holandeses del siglo XVII. Chicago eligió para la placa una forma abstracta de mariposa, símbolo de "los valientes esfuerzos de Anna en favor de los derechos de la mujer".